# Ruuna
Ruuna – wieś położona w estońskiej gminie Otepää.
Według spisu ludności z 2025 roku wieś Ruuna miała 34 mieszkańców.